# Nhacra
Nhacra é uma cidade e sector da região administrativa de Oio na Guiné-Bissau. Localiza-se no sudoeste de sua região limitada entre os rios Mansoa e Geba.
Segundo o censo demográfico de 2009 o sector possuía uma população de 20 639 habitantes, distribuídos numa área territorial de 265,3 km².
Nhacra faz parte da virtual Região Metropolitana de Bissau, uma conurbação que inclui as localidades de Bissau, Safim e Prabis.

## Geografia
Nhacra é um sector cercado por águas, tendo ao norte o rio Mansoa, ao sul o rio Geba e ao oeste o Canal do Impernal. A única fronteira seca é com o sector de Mansoa.

## Infraestrutura

### Telecomunicações
Safim dispõe de serviços de telefonia fixa e móvel, bem como de serviços de rede por cabo e rede móvel (já com tecnologia (4G/LTE). A principal empresa de telefonia fixa e rede por cabo é a Guiné Telecom, enquanto que a telefonia e a internet móvel são fornecidas pelas empresas Guinetel (nacional e de capital misto), Orange Bissau (grupo franco-senegalês Orange Sonatel) e MTN (sul-africano; anteriormente Areeba, de propriedade da Investcom e Spacetel Guiné-Bissau).
Em sinais de televisão aberta, existem os canais RTP África, TV Guiné-Bissau e Televisão da Guiné-Bissau, e; entre as operadoras de rádio, há transmissões da Rádio Jovem Bissau, da Rádio Nossa-Bissau, da RDP África e da Radiodifusão Nacional da Guiné-Bissau. Os serviços postais, de encomendas e de cargas da cidade são geridos pelos Correios da Guiné-Bissau.

### Transportes
A principal rodovia de ligação de Nhacra ao restante do território nacional é a rodovia Nacional nº 1 (N1), que a liga às localidades de Safim (ao oeste) e Mansoa (ao leste). Para o sudoeste, a rodovia Local nº 1 (L1 ou Estrada da Granja do Pessube) liga Nhacra a Bissau, e; para o sul, a rodovia Local nº 11 (L11) liga a cidade de Nhacra a vila de Cumeré.